# 136 a. C.
El año 136 a. C. fue un año del calendario romano prejuliano. En el Imperio romano, fue conocido como el año 618 Ab Urbe condita.

## Acontecimientos
- Hispania: El cónsul Lucio Furio Filo (Hispania Citerior) entrega a C. Hostilio Mancino a los numantinos.[1]